# Chronofilie
Chronofilie je termín, který zavedl John Money roku 1990 jako zastřešující termín pro erotická zaměření (orientace, preference, reaktivitu), která jsou specifikována věkem objektu přitažlivosti. Obvykle se sexuální orientací rozumí především zaměření sexuality podle pohlaví cílového objektu, chronofiliemi se nazývají orientace sexuality podle věkového pásma cílové skupiny. Pod pojem spadají jak zaměření považovaná za parafilní (pedofilie, infantofilie, nepiofilie), tak zaměření potenciálně problematická (hebefilie, efebofilie, gerontofilie, neoterofilie) i „normální“ zaměření na dospělé osoby (teleiofilie, mezofilie, resp. androfilie, gynekofilie).
Slovo je uměle vytvořeno z řeckých slov χρόνος (chronos = čas) a φιλία (filia = přátelství, láska). Pokud chceme v řecké slovotvorbě vyjádřit „věk“ v biologickém smyslu, správnější kořen by byl „aión“ (αἰών), což označuje věk, dobu, životní období, případně i generaci či konkrétní časový úsek v životě. Výraz složený z „aión“ a „-filie“ by mohl znít „aionofilie“ (αἰωνοφιλία) a dal by tak jazykově smysluplnější výraz pro „věkovou náklonnost“ či „orientaci podle věku“. Diederik Janssen v roce 2015 použil výraz "chronophilia", ale v podtitulu opis Erotic Age Preference (erotická věková preference).
U teoretiků jiných směrů se toto souhrnné označení nijak významně neujalo a nestalo se ani součástí obecně užívané terminologie, avšak je nedílnou součástí terminologie vycházející z Moneyho sexuologie.